# Héctor Manuel Vidal

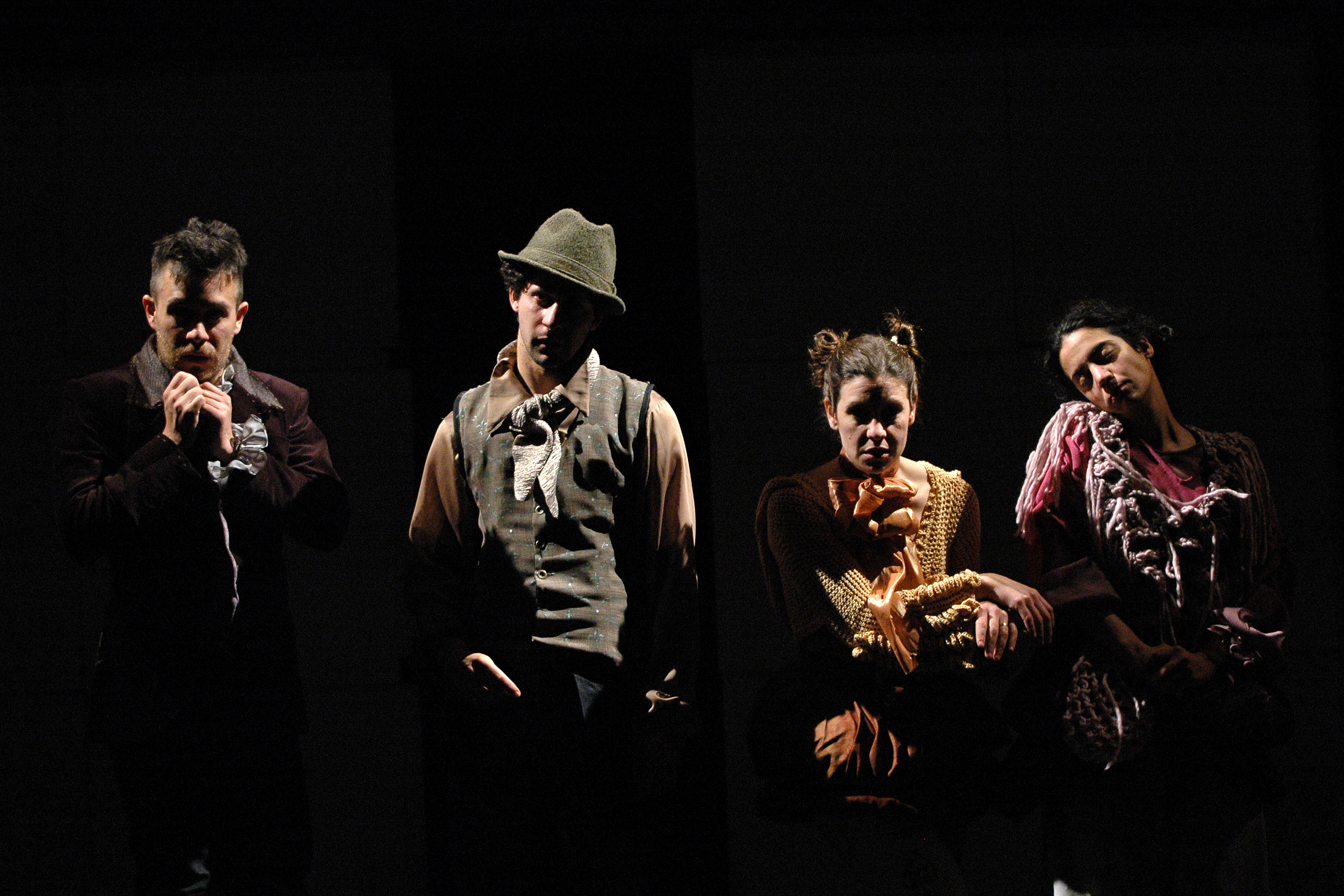
Gatomaquia de Lope de Vega. Dirección Héctor Manuel Vidal. Uruguay 2007. Fotografía de Gustavo Castagnello

Héctor Manuel Vidal (Las Piedras, Canelones, 26 de agosto de 1943-Montevideo, 12 de enero de 2014) fue un director de teatro uruguayo.

## Biografía
Su formación en arte escénico se inició en la escuela del grupo Club de Teatro, en el que actuó en más de cuarenta obras. Debutó como actor bajo la dirección de Antonio Larreta en Papas fritas con todo, del dramaturgo inglés Arnold Wesker. Su primera experiencia como director fue en 1969 con La víspera del degüello, del chileno Jorge Díaz, escenificada a nivel interno. Su estreno como director ante el público fue en 1974 en el teatro El Tinglado, con Woyzeck de Georg Büchner.
Dos de sus puestas en escena, El rinoceronte de Eugene Ionesco y La vida de Galileo de Bertolt Brecht (1983), fueron estrenadas durante la dictadura cívico-militar en Uruguay (1973-1985). A partir de estos estrenos, y dada su temática, la crítica de teatro reconoció la capacidad de Vidal para elegir las obras y temas más adecuados para el contexto sociopolítico de su país. Otra obra importante en su carrera como director teatral fue Rompiendo códigos (Breaking the Code) de Hugh Whitemore, sobre la vida de Alan Turing, con más de 300 funciones.
Otros de sus trabajos fueron La venganza de Don Mendo de Pedro Muñoz Seca, Inodoro Pereyra el renegau de Fontanarrosa, Tierra de nadie de Harold Pinter, La boda de los pequeños burgueses de Bertolt Brecht y La Gatomaquia de Lope de Vega. En sus más de cuatro décadas como director teatral, también dirigió obras de Harold Pinter, Ramón del Valle Inclán, Maurice Maeterlinck, Shakespeare, Henry Miller, Jean-Luc Lagarce, entre otros.
Se vinculó al partido Comunista en 1961. Antes del golpe de Estado en Uruguay de 1973 colaboró con el diario El Popular, órgano de prensa partidario, y su suplemento de humor político Misia Dura. Trabajó en el Banco de la República hasta que renunció para dedicarse al teatro. Años después abandonó el partido. 
Fue director general y artístico de la Comedia Nacional en dos períodos, de 1996 a 1998 y de 2001 a 2006. En 2006 renunció por desavenencias con el Departamento de Cultura de la Intendencia Municipal de Montevideo.
Fue esposo de la actriz y directora de teatro Margarita Musto. Su hija María Vidal Musto es actriz de teatro.

## Algunas obras dirigidas
- Alcanza con que tu me ames[5] de Slawomir Mrozek. Comedia Nacional, Teatro Sala Verdi, 1990.
- Las brujas de Salem[6] de Arthur Miller. Comedia Nacional, Teatro Solís, 1988.
- La boda[7] de Bertolt Brecht. Comedia Nacional, Teatro Solís / Sala Zavala Muniz, 1986.
- La venganza de Don Mendo [8] de Pedro Muñoz Seca. Comedia Nacional, Teatro Sala Verdi, 1984.
- Tierra de nadie [9] de Harold Pinter. Comedia Nacional, Teatro Sala Verdi, 1983.
- El proceso[10] de Franz Kafka. Comedia Nacional, Teatro Sala Verdi, 1981.
- Los ciegos de Maurice Maeterlinck. Comedia Nacional
- Paquete de mentiras[11] de Hugh Whitemore. Comedia Nacional, Teatro Sala Verdi, 1994.
- Pericles[12], de William Shakespeare. Comedia Nacional, Teatro Victoria, 2002
- El gran día[13] de Jean Luc Lagarce. Comedia Nacional, Foyer Teatro Solís, 2005.
- Gatomaquia de Lope de Vega, La Cuarta Producciones. Teatro Victoria de Montevideo, 2007.[14]
- Maluco de Napoleón Baccino, La Cuarta Producciones. Museo del Carnaval, 2011[15]
- Enrique príncipe y rey[16] de William Shakespeare. Comedia Nacional, Teatro Solís, 2012.